# Alegoría de los gremios
Alegoría de los gremios es el nombre de la fuente y conjunto escultórico por el arquitecto Fernando González Poncio y que fue instalada en 1997 en la plaza de Fuente Dorada de Valladolid, España.
La fuente-escultura es el motivo central de la renovada plaza Fuente Dorada, y remplaza a la última fuente que surtió de agua a la zona que fue retirada en la década de 1970, y cuyo pilar central con cuatro farolas fue reinstalada en la plaza de la Trinidad. La obra es un conjunto de alegorías y referencias al entorno histórico del lugar, así la base de la fuente es un pilón ochavado, haciendo referencia a la cercana plaza del Ochavo y la parte superior es una gran bola que corona la estructura y que se asemejaría a la original —fuente Dorada— y que dio nombre a la plaza. Por su parte, en el pilar central se ubican cuatro esculturas: una aguadora que mira hacia San Benito, donde finalizaba el viaje de aguas de Argales, un botero de cara al antiguo patio de Boteros, un militar de frente a la antigua calle de Espaderos, y un herrero. Estas tres figuras representan los gremios más importantes que se distribuían por la zona. Detrás de cada escultura están inscritos los nombres de los antiguos gremios de la ciudad.